# Alexander Alexandrowitsch Bajew
Alexander Alexandrowitsch Bajew, russisch Александр Александрович Баев, englische Transkription Aleksandr Baev, (* 28. Dezember 1903jul. / 10. Januar 1904greg. in Tschita; † 31. Dezember 1994 in Moskau) war ein russischer Biochemiker und Molekularbiologe.
Bajew studierte zunächst Medizin an der Universität Kasan mit dem Abschluss 1927 und war dann dort in der biochemischen Abteilung. 1935 wurde er Mitarbeiter am Biochemischen Institut der Sowjetischen Akademie der Wissenschaften (Bach-Institut) und dort Schüler von Wladimir Alexandrowitsch Engelhardt und 1959 Professor für funktionelle Enzymologie am Institut für Molekularbiologie der Sowjetischen Akademie der Wissenschaften. Später war er dort Leiter der Abteilung Chemie, Biochemie und Biophysik physiologisch aktiver Verbindungen.
Er befasste sich mit Biochemie und Molekularbiologie von Enzymen und insbesondere von Nukleinsäuren (Struktur und Funktion der Transfer-RNA in den 1960er Jahren), Zellatmung (und die Rolle von Adenosintriphosphat dabei, 1930er Jahre) und mit Biomembranen. In den 1970er Jahren befasste er sich mit Gentechnik und Biotechnologie und in den 1980er Jahren mit der Entschlüsselung des menschlichen Genoms in der UdSSR. Von ihm stammen rund 900 wissenschaftliche Arbeiten, darunter 17 Bücher.
Er war Mitglied der Russischen Akademie der Wissenschaften (ab 1970 volles Mitglied) und wurde mit hohen sowjetischen Preisen ausgezeichnet (Staatspreis 1969, Held der Sozialistischen Arbeit 1981). Im Jahr 1973 wurde er zum Mitglied der Leopoldina gewählt. 1994 erhielt er die Engelhardt-Goldmedaille der Russischen Akademie der Wissenschaften. 1977 wurde er in Bulgarien mit dem Orden der Heiligen Kyrill und Methodius ausgezeichnet.